# TJ天気予報
株式会社TJ天気予報（TJてんきよほう）は、東海地方で31店舗と2店舗の東海地方以外の美容室を経営。
4店舗のエステサロン、8店舗のアイラッシュ（まつげエクステ）を経営する会社である。現在アイラッシュを徐々に展開している。また、エステとは少し違うBbyCの筋膜リリースも施術できる店舗も展開。

## 概要
1977年10月に美容室TJを創立。「TJ」は"Top of Japan"の略。当初はTJのみであったが、読みにくい名前が多い美容業界において、"誰もが読めて、かつ毎日耳にする言葉"という事で「天気予報」をつけ、現在の名前になった。
外観的な特徴として、昭和初期の小学校の木造校舎に似せた建物が多く、一見して美容室とわかりにくいユニークな作りになっている。
業務内容は通常の美容室と同じく、染毛（ヘアカラー）・パーマネントウエーブ・ヘアトリートメント・ヘッドスパなど、美容師による施術を行うが、店舗によってはアイラッシュ（まつげエクステ）を取り扱っていたり、スパエステ専門の施設があったりする。
最近は、従来のエステとは違い、B-by-C認定ライフメンター（トレーナー）による“自立美容”のためのマンツーマンレッスン形式のプログラムを取り入れた
「ライフメンター」、「フェイシャルパートナー」が在籍した専用のボディとフェイスのエステティシャンがある。

## 店舗展開
特記を除き、愛知県の店舗。

### 美容室
- Part3千秋店（一宮市千秋町）
- Part5木曽川店（一宮市木曽川町）
- Part7稲沢店（稲沢市）
- Part9末広店（一宮市末広）
- 1mm江南店（江南市）
- 3mm尾西店（一宮市三条）旧尾西市
- 5mm春日井店（春日井市）
- 7mm北名古屋店（北名古屋市）
- 9mm尾張旭店（尾張旭市）
- 1t津島店（津島市）
- 3t日進店（日進市）
- 5t多治見店（岐阜県多治見市）
- 7t滝の水店（名古屋市緑区）
- 9t大府店（大府市）
- 1コ可児店（岐阜県可児市）
- 3コ豊明店（豊明市）
- 5コ天白店（名古屋市天白区）
- 7コ各務原店（岐阜県各務原市）
- 9コ小牧店（小牧市）
- 1ページ桑名店（三重県桑名市）
- 3ページ岐阜店（岐阜県岐阜市）
- 5ページ知立店（知立市）
- 7ページ豊田店（豊田市）
- ヤッホー徳重店（名古屋市緑区）[閉店]
- 豊田長興寺店（豊田市）
- 1ポ四日市店（三重県四日市市）
- fufufu.TJ天気予報（豊明市）
- NejiNejiTJ天気予報（小牧市）
- 熊本店（熊本県菊池郡菊陽町）[閉店]
- KanoaleabyTJ天気予報（名古屋市中区栄）
- eggTJ天気予報富山環水公園前店（富山市）富山県理容美容専門学校内
- lululu by TJ天気予報　(額田郡幸田町)

### スパエステ
- Cocoa可児店（岐阜県可児市）※1コ可児店に隣接
- inCocoa小牧店（小牧市）※9コ小牧店の店内
- inCocoa尾西店（一宮市）※3mm尾西店の店内
- fufufu.TJ天気予報（豊明市）※fufufuの店内

### アイラッシュ(まつげエクステ)
- inCocoa9コ小牧店（小牧市）※9コ小牧店の店内
- inCocoa3ｍｍ尾西店（一宮市）※3mm尾西店の店内
- inCocoa長興寺店（豊田市）※豊田長興寺店の店内
- inCocoa fufufu.TJ天気予報（豊明市）※fufufu.TJ天気予報の店内
- inCocoa5mm春日井店（春日井市） ※5mm春日井店の店内
- inCocoa5コ天白店（名古屋市天白区） ※5コ天白店の店内
- inCocoa5t多治見店（岐阜県多治見市）※5t多治見店の店内
- inCocoa9mm尾張旭店（尾張旭市）※9ｍｍ尾張旭店の店内

### BbyC(筋膜リリース)
- inCocoa小牧店（小牧市）※9コ小牧店の店内
- inCocoa5mm春日井店（春日井市） ※5mm春日井店の店内
- inCocoaPart9末広店（一宮市末広）※Part9末広店の店内
- inCocoa1ページ桑名店（三重県桑名市）※1ページ桑名店の店内